# 蒙多涅多
蒙多涅多，是西班牙加利西亚自治区卢戈省的一个市镇。 总面积143平方公里，总人口5007人（2001年），人口密度35人/平方公里。